# یومی‌دیجی
یومی‌دیجی (انگلیسی: Umidigi) (سابقاً با نام یومی) یک تولید کنندهٔ تلفن هوشمند است که در شهر شنزن فعالیت می‌کند. در فوریهٔ ۲۰۱۲ اولین گوشی این شرکت با نام یومی ایکس۱ معرفی شد و در ماه ژوئیه همان سال به بازار عرضه شد.
محصولات یومی‌دیجی تنها در فروشگاه‌های خرده فروشی آنلاین از جمله بنگ‌گود، علی اکسپرس، ای‌بی و آمازون به فروش می‌رسند و این موضوع به کاهش هزینه‌های شرکت کمک می‌کند، چون لازم نیست هزینه‌ای برای راه اندازی فروشگاه‌های رسمی بپردازد.